# Ourville-en-Caux
Ourville-en-Caux è un comune francese di 1 130 abitanti situato nel dipartimento della Senna Marittima nella regione della Normandia.

## Società

### Evoluzione demografica
Abitanti censiti